# Billy Snedden
Pour les articles homonymes, voir Snedden.
Billy Mackie Snedden, né le 31 décembre 1926 à West Perth (en) et mort le 27 juin 1987 à Sydney, est un homme politique australien qui dirige le Parti libéral de 1972 à 1975. Il est également ministre du Cabinet de 1964 à 1972 et président de la Chambre des représentants de 1976 à 1983.
Il sert dans la Force aérienne royale australienne pendant la Seconde Guerre mondiale, puis étudie le droit à l'Université d'Australie-Occidentale. De 1951 à 1952, il est le premier président fédéral du Young Liberal Movement. Après une période de travail à l'étranger pour le ministère de l'Immigration, Snedden retourne en Australie en 1954 et s'installe à Melbourne. Il est élu à la Chambre des représentants l'année suivante, à 28 ans.
En 1964, Snedden est promu au cabinet par Robert Menzies. Il est ministre du gouvernement jusqu'à la défaite du gouvernement libéral aux élections de 1972, sous la direction de quatre autres premiers ministres. Snedden est procureur général (1964-1966), ministre de l'Immigration (1966-1969), ministre du Travail et des Services nationaux (1969-1971) et trésorier (1971-1972). Il est élu chef adjoint du Parti libéral en 1971 et remplace William McMahon comme chef après la perte des élections de l'année suivante, devenant ainsi chef de l'opposition.
Snedden conduit le Parti libéral aux élections fédérales de 1974, qui constate le Parti travailliste conserver le gouvernement avec une étroite majorité. Au début de 1975, Malcolm Fraser se présente à deux reprises à la tête du parti et remporte la deuxième tentative ; à la fin de l'année, il est Premier ministre. Snedden est élu à la présidence lors de la prochaine session du Parlement. Il occupe ce poste pendant près de sept ans, acquérant ainsi une réputation d'impartialité. À sa retraite, Snedden est président du Melbourne Football Club et membre du conseil d'administration de la Victorian Football League. Les circonstances inhabituelles de sa mort en 1987 suscitent beaucoup l'intérêt du public.

## Biographie

### Jeunesse

#### Naissance et famille
Snedden naît le 31 décembre 1926 dans un hôpital privé à Newcastle Street, à West Perth en Australie-Occidentale. Il est le plus jeune de six enfants nés de Catherine (née Mackie) et Alan Snedden. Sa mère a 43 ans à sa naissance et dans sa fratrie - il a une sœur et quatre frères - ils sont beaucoup plus âgés que lui,. Les parents de Snedden sont nés à Alva, Clackmannanshire en Écosse, ils parlent le "broad scots". Ses grands-parents sont analphabètes et ses parents n'ont qu'une scolarité limitée; ils sont tous deux issus de familles de mineurs de charbon. Ils immigrent en Australie en 1912 avec leurs trois enfants aînés, s'installant initialement dans la ville minière isolée de Meekatharra. La famille déménage à Perth vers 1921, après l'incendie de leur maison à Meekatharra. Le père de Snedden travaille principalement comme tailleur de pierre, mais il traverse également des périodes où il est employé en tant que mineur et ouvrier général lorsqu'il n'y a pas de meilleur travail. Il aurait quitté l'Écosse pour échapper à un procès en paternité et avait auparavant eu des ennuis avec la justice pour braconnage. Le nom de famille était à l'origine "Snaddon" (ou "Snadon"), mais a été changé à l'arrivée en Australie.

#### Enfance
Snedden grandit dans l'inner north de Perth, près de la banlieue de Highgate, vivant initialement à Robinson Avenue et plus tard à Bulwer Street. Son père quitte la maison quand il a environ trois ou quatre ans et il n'a que peu de contacts avec lui par la suite. Son frère aîné, Bob, devient le principal soutien de famille, tandis que sa mère travaille comme blanchisseuse et ses autres frères et sœurs trouvent également un emploi. Il est proche de sa sœur Jean, qui le garde souvent. Snedden travaille à temps partiel vers l'âge de huit ans, aidant ses frères sur des chantiers de construction et vendant et livrant des journaux. Il commence sa scolarité à Highgate Primary School, et fréquente plus tard la Perth Boys' School  jusqu'à la neuvième année.
Snedden quitte l'école en avril 1942 et commence à travailler comme assistant juridique junior pour Thomas Hughes, qui est avocat et député indépendant de l'État. Normalement, il n'aurait pas été considéré comme qualifié pour ce poste, mais la guerre entraîne une pénurie de candidats. Snedden peut finalement obtenir son certificat de fin d'études en suivant des cours du soir au Perth Technical College. Il se brouille avec Hughes à la fin de 1943 et, en janvier 1944, il commence à travailler comme commis au bureau du procureur de la Couronne du Commonwealth. Sportif talentueux dans sa jeunesse, il joue quelques matchs pour le West Perth Football Club pendant la saison 1944 de la WANFL, à une époque où la compétition est limitée par l'âge. Il représente ensuite l'Australie-Occidentale a l'Australian Amateur Football Council à Melbourne en 1951.

#### Service militaire et université
Snedden et deux amis tentent de s'engager dans la marine marchande à l'âge de 15 ans, mais sans succès. Il tente également de s'engager dans la Royal Australian Navy à l'âge de 17 ans, mais sa mère lui refusé la permission; trois de ses frères étaient déjà en service actif. Snedden s'enrôle finalement dans la Royal Australian Air Force (RAAF) en janvier 1945, deux jours après son 18e anniversaire. Il commence un programme de formation de personnel navigant, mais à la fin de la guerre, il est retiré du cours et se voit confier des tâches plus générales, dont une période de service au mess des officiers. Il est démobilisé en septembre 1945.
Dans le cadre de sa démobilisation, Snedden passe des tests d'aptitude qui montre qu'il serait un candidat approprié pour une formation universitaire. Combiné à sa première expérience de commis, cela lui permet d'obtenir un poste à la faculté de droit de l'Université d'Australie-Occidentale en 1946. Snedden échoue dans deux matières au cours de sa première année et ne peut poursuivre ses études que lorsque le doyen de la faculté de droit, Frank Beasley, intervient en sa faveur. Il obtient un Bachelor of Laws en 1950 et effectue son stage chez Harvey, Slattery et Gibson. Il est admis au barreau en décembre 1951.

### Carrière professionnelle
En 1951, Snedden retourne brièvement au bureau du procureur de la Couronne du Commonwealth. Il démissionne de la fonction publique en raison d'une baisse de salaire et commence à travailler pour Angus & Coote en tant que vendeur d'appareils auditifs. Au début de 1952, il obtient un poste d'agent de migration au ministère de l'immigration. Sa famille et lui s'installent en Italie pendant seize mois, d'abord à Taormine en Sicile, puis à Rome. Il apprend à parler italien et voyage dans tout le pays pour mener des entretiens avec des migrants potentiels. En novembre 1953, Snedden est transféré en Angleterre. Il y reste un an, puis il est censé être transféré en Allemagne. Il décide cependant de retourner en Australie et, en janvier 1955, il s'installe à Melbourne pour travailler dans un bureau de conseil juridique pour anciens combattants. Il s'installe avec sa famille à Ringwood.

### Carrière politique

#### Implication précoce

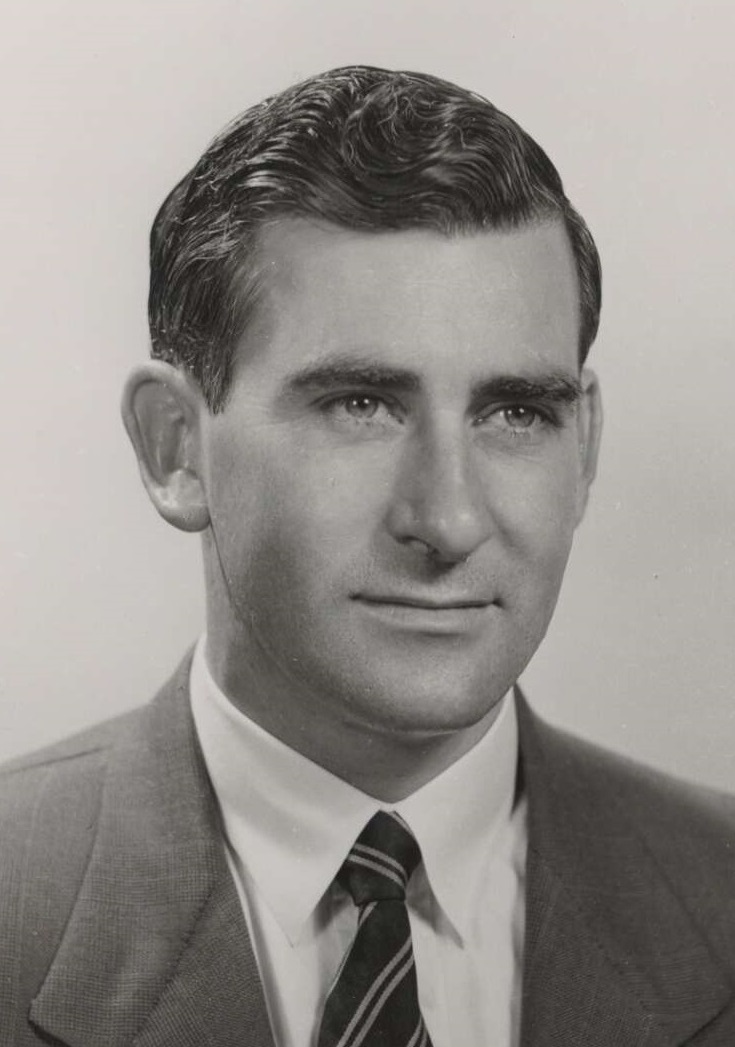
Snedden c. 1955

Snedden est président des Jeunes libéraux de l'État et, de 1951 à 1952, il est le premier président fédéral de l'organisation. En tant que président du club libéral de l'UWA, il fait la connaissance du futur premier ministre Bob Hawke, qui est président du Labour Club. Lorsqu'il est étudiant, il fait trois tentatives infructueuses pour entrer en politique, se présentant pour le Parti libéral aux élections partielles de 1948 dans l'État de Boulder et aux  élections fédérales de 1949 et celles de 1951 (à Fremantle et Perth, respectivement).

#### Député
En 1954, Snedden s'installe à Melbourne, où il exerce le droit jusqu'en 1955, date à laquelle il est élu à la Chambre des représentants pour le siège de banlieue extérieur de Bruce. Il bat Keith Ewert, l'ancien membre travailliste de la circonscription voisine de Flinders. Snedden bat Ewert par une marge similaire en 1958.
Lors des élections fédérales de 1961, Snedden affronte à nouveau Ewert, et cette fois-ci il est en retard dans le comptage initial. Cependant, il est élu sur la base des préférences du Parti travailliste démocratique. La courte victoire de Snedden est déterminante dans l'issue de ce qui a été l'élection la plus serrée de l'histoire australienne jusqu'à cette époque. Si le parti travailliste l'avait emporté, il aurait renversé la coalition après 12 ans de règne. Cependant, avec la victoire de Snedden, le meilleur espoir pour les travaillistes est un parlement sans majorité, bien que la Coalition n'ait été assurée d'un nouveau mandat au gouvernement que plus tard dans la nuit, avec sa victoire étroite à Moreton.

#### Cabinet

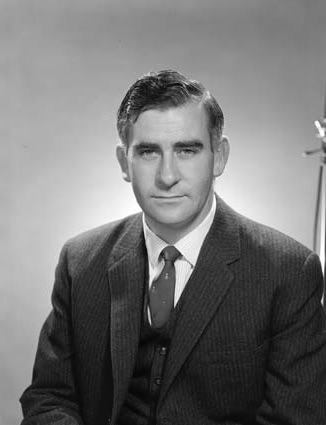
Snedden en 1961

Il sert dans les ministères de Sir Robert Menzies, Harold Holt, John McEwen, John Gorton et William McMahon. En mars 1964, Menzies le nomme procureur général. À ce titre, il joue un rôle important lors du référendum constitutionnel de 1967 qui affecte le statut des aborigènes. Le 7 avril 1965, le cabinet Menzies décide qu'il chercherait à abroger l'article 127 de la Constitution, qui exclut les autochtones du décompte de la population, mais n'établi pas de plan ou de calendrier précis pour cette action. En août 1965, Snedden propose au Cabinet que l'abolition de la section 127 est inappropriée, à moins que la section 51(xxvi) ne soit simultanément modifiée pour supprimer les mots "autres que la race autochtone dans tout État". Il essuie un refus, mais obtient un accord lorsqu'il fait une proposition similaire au cabinet Holt en 1966. Le référendum a lieu le 27 mai 1967, et est approuvé de manière retentissante.

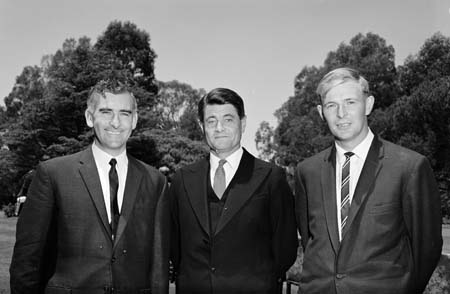
Snedden avec Jim Forbes et Doug Anthony en 1963

Il est ministre de l'Immigration de 1966 à 1969, et ministre du Travail et du Service national de 1969 à 1971, une tâche difficile qui le place responsable de la politique très impopulaire du gouvernement en matière de conscription pour la guerre du Viêt Nam. En 1967, après la mort d'Harold Holt, il est candidat à la direction du Parti libéral, mais sa candidature n'est prise très au sérieux.
En tant que ministre du travail et du service national, Snedden commente les manifestations des activistes contre la guerre et la conscription. A la veille du premier moratoire, il déclare au Parlement que les manifestants sont "des motards politisés qui violent la démocratie",. En 1971, Snedden est nommé trésorier par William McMahon, et est élu chef adjoint des libéraux, ce qui fait de lui le successeur potentiel de la direction.

#### Chef de l'opposition
Lorsque McMahon est battu par le Parti travailliste de Gough Whitlam en 1972, Snedden est élu pour le remplacer à la tête du parti libéral, l'emportant d'une seule voix sur Nigel Bowen au cinquième tour. Snedden promet un nouveau parti libéral plus "libéral", mais il souffre de son image de poids léger, et de nombreux libéraux pensent qu'il ne battra jamais Whitlam.
Snedden se laisse persuader d'utiliser la majorité conservatrice au Sénat pour bloquer le budget du gouvernement Whitlam en 1974. Whitlam déclenche rapidement une élection pour double dissolution le 18 mai, au cours de laquelle il est reconduit dans ses fonctions, bien qu'avec une majorité réduite. Les travaillistes ont fait campagne sur le slogan « Oh non, pas Snedden ! ». Snedden s'expose au ridicule en refusant de reconnaître sa défaite, insistant lors d'une conférence de presse sur le fait que « même si nous n'avons pas gagné, nous n'avons pas tout perdu ».
Après l'élection, l'aile conservatrice du Parti libéral, dirigée par Malcolm Fraser, conteste la direction de Snedden, mais il est réélu de justesse. Comme il ne réussit pas à faire de progrès face à Whitlam, Fraser lance un deuxième défi, et Snedden est destitué en mars 1975, devenant ainsi le premier chef du Parti libéral à ne pas obtenir le poste de premier ministre. Il se retire en arrière-ban jusqu'en février 1976, date à laquelle Fraser soutient son élection à la présidence de la Chambre.

#### Président de la Chambre
Snedden est élu président de la Chambre des représentants le 17 février 1976, battant le président précédent, Gordon Scholes, par une majorité de 53 voix. Il est réélu le 21 février 1978, battant le député travailliste Dr Harry Jenkins par une majorité de 44 voix, et le 25 novembre 1980, battant à nouveau le Dr Jenkins par une majorité de 22 voix.
Il est le dernier président de la Chambre des représentants à porter la tenue officielle de perruque et de la robe héritée de la Chambre des communes du Royaume-Uni, estimant que cela restaurerait la dignité de la fonction de président.
En tant que président, Snedden cherche à renforcer le rôle et à affirmer son indépendance. Il préfère que le président soit reconnu comme un arbitre impartial, comme le président de la Chambre des communes. En 1979, il publie un document exposant ses propositions pour l'adoption de certaines des conventions de Westminster, à savoir que le président reste en fonction pendant cinq à sept ans puis démissionne et n'exerce plus aucune fonction publique, que le président ne soit pas contesté par les principaux partis politiques lors des élections générales, et que le président démissionne de son parti lorsqu'il devient président.
Snedden tente de renforcer la capacité du Parlement à résister aux pressions de l'exécutif. Estimant qu'il est contraire à l'indépendance du Parlement que l'exécutif contrôle les fonds alloués au Parlement, il autorise les fonctionnaires du Parlement à rédiger un document en 1976 intitulé « Le budget parlementaire ». Il a écrit plus tard : "Il ne pouvait pas y avoir une situation où l'exécutif décidait du niveau auquel les députés pouvaient fonctionner efficacement". Cela conduit à l'introduction du projet de loi sur les crédits (départements parlementaires) en 1982.
L'une de ses actions les plus mémorables en tant que Président s'est produite en février 1982, lorsqu'un député travailliste de premier plan, Bob Hawke, qualifie le premier ministre de l'époque, Malcolm Fraser, de «menteur» pendant l'heure des questions. Fraser répondait à une question sur deux commissions royales conjointes qui se déroulaient à Victoria à l'époque. Fraser aurait cité de manière sélective une déclaration du chef de l'opposition de l'État de Victoria, John Cain, qui a incité Hawke à traiter Fraser de menteur. Snedden suit la  procédure parlementaire et demande à Hawke de retirer sa remarque. Hawke ayant refusé, Snedden le nomme et une motion de suspension est déposée. Snedden écrivit plus tard que "c'est son instigation [celle de Fraser] qui rendait le Parlement inapplicable, et non la réponse de l'opposition, comme dans la situation de la classe où le petit homme intelligent frappe son voisin qui se venge et est vu par le l'enseignant". Les membres de l'opposition avaient alors repris le terme "menteur" comme un chant, ce qui mettait Snedden dans la situation où il devait nommer tous les députés, un par un. Après avoir réalisé que l'Assemblée ne pourrait pas fonctionner ce jour-là, il refuse de présenter la motion de suspension de Hawke.
Furieux, Fraser tente d'intimider Snedden pour punir Hawke de ne pas se retirer ou de prendre sa "punition". Snedden refuse et est convaincu qu'il ne serait plus Président, mais lorsque Fraser réalise qu'il n'a aucun soutien au sein du Parti libéral pour le démettre de ses fonctions, il lui envoie un message de conciliation.
Après la défaite du gouvernement Fraser en 1983 et l'élection du Dr Harry Jenkins père à la présidence du Parlement, Sir Billy Snedden démissionne le 21 avril 1983. Ce faisant, il honore un article de son journal de 1979. Il pense que s'il restait au Parlement, il pourrait être appelé à donner des conseils sur les décisions de son successeur et que cela ne pourrait pas se produire car cela saperait la présidence. Il déclare : «Je suis très conscient que, selon la convention de Westminster, lorsque le Président quitte son fauteuil, il quitte la Chambre. Je pense que c'est juste.". Il démissionne officiellement du Parlement plus tard dans la journée.

### Fin de vie
Il se sépare de sa femme, Lady Snedden, et doit plus tard se retirer de la vie publique car sa santé décline à cause de l'athérosclérose et d'une maladie cardiaque. Snedden est président du Melbourne Football Club de 1981 à 1986, puis directeur de la Victorian Football League et également patron de l'Association australienne de boxe professionnelle.

### Mort
Le 27 juin 1987, quelques heures seulement après avoir assisté au lancement de la campagne électorale de John Howard, Snedden est victime d'une crise cardiaque mortelle au motel Travelodge de Rushcutters Bay, à Sydney, alors qu'il avait des relations sexuelles avec une ex-petite amie de son fils Drew, désignée uniquement par le prénom "Wendy",. Le journal de Melbourne The Trut intitule son article Snedden died on the job, tandis que le Sydney Morning Herald rapporte que Snedden portait un préservatif et « qu'il était chargé ».

## Vie privée
Snedden épouse Joy Forsyth, une infirmière dentaire, le 10 mars 1950. Le couple a deux fils et deux filles. Sa fille Fiona est élue au conseil municipal de Melbourne en 2004 après une candidature infructueuse au Parti libéral au siège de Melbourne Ports aux élections fédérales de 1998. Elle se présente pour être réélue au conseil en 2008 mais perd son siège[réf. nécessaire]

## Honneurs
Snedden est nommé Chevalier Commandeur de l'Ordre de Saint-Michel et Saint-Georges (KCMG) en janvier 1978. Il est nommé conseiller privé en juin 1972.